# Кристин Лагард
Кристин Лагард (фр. Christine Madeleine Odette Lagarde; рођена 1. јануара 1956. у Паризу) је француска економисткиња. Од 1. новембра 2019. године налази се на месту председнице Европске централне банке. Пре тога је, од 5. јула 2011. до 12. септембра 2019, била генерални директор ММФ-а. Обављала је функције министра економских послова, финансија и индустрије Француске (19. јун 2007 — 29. јун 2011), министра пољопривреде и рибарства (18. мај 2007 — 19. јун 2007) и министра трговине (31. мај 2005 — 18. мај 2007). Кристин Лагард је прва жена која је постала министар економских послова у државама чланицама групе Г8 и прва жена која је постала генерални директор ММФ-а.
Истакавши се као адвокат, Кристин је постала прва жена на челу међународне адвокатске фирме „Baker & McKenzie“. Фајненшл тајмс ју је 16. новембра 2009. године рангирао као најбољег министра финансија Еврозоне. Године 2009. часопис Форбс је Кристин прогласио 17. најмоћнијом женом света.
За генералног директора ММФ-а је именована 28. јуна 2011, на петогодишњи мандат, који је почео 5. јула 2011. године. На овом месту је наследила Доминика Строс-Кана.